# Clu Clu Land
Clu Clu Land (クルクルランド, Kuru Kuru Rando) est un jeu vidéo de puzzle développé par Nintendo R&D1 et édité par Nintendo, sorti en arcade et sur Nintendo Entertainment System en 1984. La version arcade est appelée Vs. Clu Clu Land.

## Histoire
Des oursins ont dérobé le trésor du royaume sous-marin de Clu Clu Land. Bubbles, un poisson rouge femelle, est chargée de récupérer les lingots d'or éparpillés dans les différents niveaux du jeu. Si elle perd toutes ses vies, le jeu est fini.

## Système de jeu
Le but du jeu est de faire apparaître tous les lingots cachés dans le niveau avant la fin du temps imparti. Bubbles se déplace entre des piquets auxquels elle doit s'accrocher pour changer de direction, et doit éviter d'être emportée par les tourbillons ou de toucher les oursins qui parsèment l'aire de jeu. Elle peut, pour s'aider, assommer ses ennemis à l'aide de son sonar et les projeter contre les murs du niveau pour s'en débarrasser.

## Rééditions
- Il existe une version Famicom Disk System de Clu Clu Land, appelée Clu Clu Land D. Le  jeu comporte quelques niveaux supplémentaires ainsi qu'un mode de difficulté plus élevé. Ces deux versions du jeu sont jouables dans Animal Crossing.
- Le jeu a été réédité sur e-Reader sous le nom Clu Clu Land-e en 2003, puis est ressorti dans la collection Famicom Mini en 2004.